# Passagers par heure et par sens
 (septembre 2019).
Si vous disposez d'ouvrages ou d'articles de référence ou si vous connaissez des sites web de qualité traitant du thème abordé ici, merci de compléter l'article en donnant les références utiles à sa vérifiabilité et en les liant à la section « Notes et références ».
Le nombre de passagers par heure ou passagers par heure dans la direction de pointe (p/h/d) est une mesure de la capacité d'un système de transports en commun.

## Flux directionnel

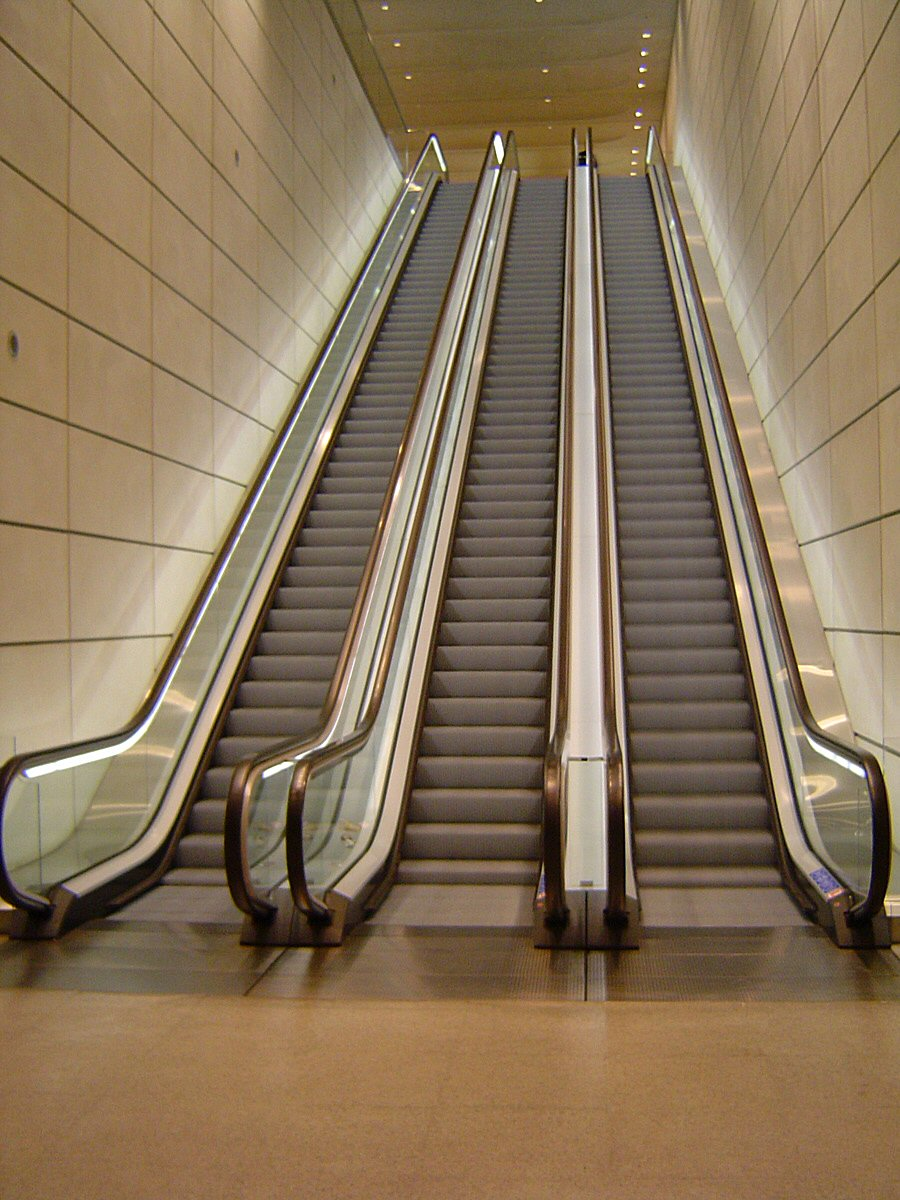
Trois escalators parallèles ; la direction de l'escalier mécanique intermédiaire peut être modifiée pour doubler la capacité dans une direction (↑↑↓ ou ↑↓↓).

De nombreux systèmes de transport en commun gèrent un flux de passagers très important, devant transiter quotidiennement des banlieues résidentielles aux centres-villes où se trouvent les emplois. Pour augmenter le débit des passagers, de nombreux systèmes peuvent être reconfigurés pour modifier la direction du flux. Un exemple courant est une station de chemin de fer ou une station de métro avec plus de deux escaliers mécaniques parallèles, où certains d'entre eux peuvent être configurés pour changer de direction. Cela donne la mesure du débit de pointe plutôt qu'une simple moyenne de la moitié de la capacité totale.

## Valeurs indicatives
Ces valeurs peuvent servir de référence pour situer les différentes mesures de capacité des systèmes usuels. On utilise ce ratio pour situer la capacité maximale des infrastructures durant les pics de circulation (donc les fréquences de transport en commun sont dans leurs pics de fréquence).

### Voiture sur une route 1x1 voie
- 1,26 passager par véhicule × 500 véhicules par heure et par sens = 630 passagers par heure et par sens.

### Bus
- 55 passagers par véhicule × 6 véhicules par heure par sens = 330 passagers par sens et par heure.

### Bus double et voie réservée
- 90 passagers par véhicule × 8 véhicules par heure et par sens = 720 passagers par heure et par sens. Ce chiffre suggère une fréquentation journalière maximale d’environ 20 000 passagers, moyenne calculée pour la ligne orange du métro de Los Angeles.

### Bus à haut niveau de service
- 90 passagers par véhicule × 12 véhicules par heure et par sens = 1 100 passagers par heure et par sens. En allongeant les plates-formes dans les stations de bus rapide pour fournir plus d'espaces où les bus peuvent s'arrêter, il est possible d'ajouter plus de véhicules et donc plus de capacité. Basé sur la ligne 3 de Besançon transportant 9 000 personnes par jour.

### Tramway (au niveau de la rue)
- 132 personnes par tram × 15 trams par heure et par sens = 2 000 passagers par heure et par sens. Basé sur le tramway de Besançon qui transporte 43 000 personnes par jour.

### Métro
- 518 passagers par train × 40 trains par heure = 21 000 passagers par heure et par sens. Basé sur la ligne 2 du métro de Paris, qui transporte 290 000 personnes par jour. Ce nombre suggère une fréquentation quotidienne maximale d’environ 450 000 personnes. La ligne Bloor à Toronto a un achalandage quotidien de près de 500 000 personnes, tandis que la ligne Yonge, qui est en réalité composée de deux lignes, Yonge et University-Spading, en a plus de 700 000.